# Georg Franz Hoffmann
Pour les articles homonymes, voir Hoffmann.
Georg Franz Hoffmann est un botaniste et mycologue allemand, né le 13 janvier 1760 à Marktbreit (comté princier de Schwarzenberg (nl)) et mort le 17 mars 1826 à Moscou.

## Biographie
Après des études à l'université d'Erlangen, il travaille de 1787-1792 comme professeur dans cette même université. Il fait paraître, de 1787 à 1790, Vegetabilia cryptogama (Erlangen). L’Académie de Lyon le récompense en 1787 pour ses travaux sur les lichens. Suivent plusieurs ouvrages sur les cryptogames : Historia salicum, iconibus illustrat (1788-1791, Leipzig) ; Nomenclator fungorum (1789-1790, deux volumes, Berlin) et Descriptio et adumbratio plantarum e classe cryptogamica Linnaei quae lichenes dicuntur... (1790-1801, trois volumes, Leipzig)
Il dirige de 1792 à 1803, le département de botanique ainsi que le jardin botanique de l'université de Göttingen. Botaniste déjà renommé notamment pour ses travaux sur les lichens, il s’installe à Moscou en janvier 1804 et y dirige le département de botanique de l’université de la ville ainsi que le Jardin botanique. Il fait partie des cofondateurs de la Société impériale des naturalistes de Moscou. Il commence à publier une flore d’Allemagne mais le manuscrit du troisième volume disparaît lors de l'incendie de Moscou en 1812. En 1814, il fait paraître une monographie Plantarum umbelliferarum genera eorumque characteres naturales..., rééditée en 1816, où il décrit les espèces cultivées dans le Jardin botanique de l'université. Il y décrit 3 528 espèces de montagne et y ajoute d’autres publications. Ses leçons étaient renommées, Goethe et Alexander von Humboldt sont venus y assister. En 1817, il enseigne également à l’Académie des sciences de Moscou.
Il apporte à Moscou une bibliothèque et un herbier. La richesse de celui-ci n’est pas due à ses propres récoltes mais aux autres herbiers qu’il a pu lui ajouter. L’herbier d’Hoffmann comptait ainsi des spécimens récoltés par les plus grands botanistes de l’époque comme Albrecht von Haller, Johan Andreas Murray, Jakob Friedrich Ehrhart Johann Reinhold Forster, Georg Forster, David Heinrich Hoppe, Carl Peter Thunberg et James Edward Smith. Si la bibliothèque disparaît en 1812, l’herbier, entreposé dans la maison personnelle d’Hoffmann et non à l’université, est épargné. Il est encore, en grande partie, conservé à l’herbier de l'université de Moscou.
En 1787, Olof Peter Swartz lui a dédié le genre Hoffmannia de la famille des Rubiaceae.